# Tsotsitaal
Tsotsitaal, eller Flaaitaal, är ett sydafrikanskt afrikaansbaserat blandspråk, mest talat i Gautengprovinsen (Johannesburgområdet). Gränsen mellan tsotsitaal och språkvarianten camtho är mycket flytande men ofta avses med tsotsitaal varianter som står närmare afrikaans medan camtho står närmare zulu. Bägge har många lånord från sesotho, engelska och setswana. 
Tsotsitaal uppstod i guldgruvorna i Transvaal på 1860-talet och kreoliserades i ungdomlig urban subkultur under 1930-talet. Det blev såpass etablerat att det betecknades som ett kreolspråk snarare än ett pidginspråk. Tsotsitaal har under de senaste decennierna fått spridning bland ungdomar i Namibia och Sydafrika, bland annat genom musikstilen kwaito. Som skriftspråk spelar tsotsitaal en obetydlig roll. Nya testamentet och en del poesi finns utgivna på tsotsitaal. Det finns idéer om att ge tsotsitaal en normerad stavning för att det i framtiden ska kunna fungera bättre som ett sammanhållande lingua franca i hela Sydafrika än vad dagens elva officiella språk förmår. 